# آلکساندرا فرولیش
آلکساندرا فرولیش (آلمانی: Alexandra Fröhlich؛ ۱۹۶۶ یا ۱۹۶۷ – ۲۲ آوریل ۲۰۲۵) نویسنده، و روزنامه‌نگار اهل آلمان بود که رمان‌هایش در فهرست پرفروش‌ترین‌های آلمان قرار داشت.

## زندگی
فرولیش متولد ۱۹۶۶ میلادی بود و کار خود را به عنوان روزنامه‌نگار در کیف، اوکراین آغاز و در آنجا یک مجله زنانه تأسیس کرد. پیش از شروع به نوشتن رمان، وی به عنوان یک روزنامه‌نگار آزاد در آلمان کار می‌کرد و برای مجلات زنان و دیگر مجلات می‌نوشت.
وی اولین رمان خویش را تحت عنوان «مادرشوهر روسی من و بلایای دیگر» در سال ۲۰۱۲ منتشر کرد که بیش از ۵۰ هزار نسخه از آن به فروش رفت.
در سال ۲۰۱۴، وی رمان بعدی خویش را با نام «سفر با روس‌ها» و سپس یک رمان جنایی به نام «مردم همیشه می‌میرند» را در سال ۲۰۱۶ منتشر کرد و آخرین رمان او در سال ۲۰۱۹ به نام «دست‌های کثیف» به چاپ رسیده است.

پلیس آلمان اعلام کرد پیکر بی‌جان الکساندرا فرولیش ۵۸ ساله را که در خانه قایقی‌اش که در حاشیه رود البه در هامبورگ قرار داشت، پیدا کرد. الکساندرا فوره‌لیش مورد اصابت گلوله قرار گرفته بود